# La Lande-de-Goult
La Lande-de-Goult település Franciaországban, Orne megyében. Lakosainak száma 186 fő (2022. január 1.). La Lande-de-Goult Francheville, La Bellière, Boucé, Le Cercueil, Chahains, Rouperroux, Saint-Sauveur-de-Carrouges, Tanville és L'Orée-d'Écouves községekkel határos.

## Népesség
A település népességének változása:
| Lakosok száma | 184  | 193  | 196  | 192  | 191  | 192  | 191  | 191  | 186  |
|               | 2013 | 2015 | 2016 | 2017 | 2018 | 2019 | 2020 | 2021 | 2022 |